# Waldemar Tietgens
Oscar Waldemar Tietgens (ur. 26 marca 1879 w Hamburgu, zm. 28 lipca 1917 w Langemark-Poelkapelle) – niemiecki wojskowy i wioślarz, złoty medalista olimpijski.
Wystąpił na igrzyskach olimpijskich w Paryżu w 1900, gdzie niemiecka osada Germania Ruder Club w składzie: Gustav Goßler, Oscar Goßler, Walther Katzenstein, Waldemar Tietgens i Carl Goßler (sternik) zdobyła złoty medal w czwórkach ze sternikiem (Finał B). Srebrnych medalistów, Holendrów z klubu Minerva Amsterdam, Niemcy wyprzedzili o 4 sekundy. Na tej samej imprezie wystartował także w ósemkach, w których jego osada zajęła czwarte miejsce. Do brązowych medalistów z klubu Minerva Amsterdam Niemcy stracili 10,2 sekundy.
Był żołnierzem, służył w 49 Pułku Artylerii w stopniu leutnanta. Walczył w I wojnie światowej, zginął na froncie zachodnim 9 września 1914 roku. Pochowany na Niemieckim Cmentarzu Wojennym Hooglede.